# Oeleo Taz
Oeleo Taz ist eine osttimoresische Aldeia im Suco Oeleo (Verwaltungsamt Bobonaro, Gemeinde Bobonaro). 2015 lebten in der Aldeia 892 Menschen.

## Geographie
Oeleo Taz bildet die nordöstliche Hälfte des Sucos Oeleo. Südwestlich befindet sich die Aldeia Mologuen. Im Süden und Osten grenzt Oeleo Taz an den Suco Ai-Assa, im Nordosten an die Sucos Bobonaro und Ritabou, im Norden an den Suco Raifun und im Nordwesten an den Suco Odomau.
Im Nordosten treffen die Überlandstraßen aus Bobonaro, Maliana und Lolotoe zusammen. Hier liegt der Ort Oeleo, in dem es eine Grundschule gibt. Südlich des Ortes liegt der Berg Holgipe (1074 m), mit einer Sendeanlage der Telemor. Im äußersten Nordosten erhebt sich der Uso (1016 m). Im Nordwesten liegt an der Grenze zu Odomau, an der Überlandstraße nach Maliana die kleine Siedlung Iligole.

## Politik
2023 wurde Dinis Soares zum Chefe de Aldeia gewählt.